# Pikaliovo
Pikaliovo (en russe : Пикалёво) est une ville de l'oblast de Léningrad, en Russie. Sa population s'élevait à 21 106 habitants en 2013.

## Géographie
Pikaliovo fait partie du raïon de Boksitogorsk et se trouve à 25 km à l'est de Boksitogorsk et à 246 km au sud-est de Saint-Pétersbourg.

## Histoire
L'existence d'une localité est attestée sur le site de la ville actuelle en 1620. En 1906, une gare ferroviaire de la ligne Saint-Pétersbourg – Vologda fut mise en service et nommée d'après le nom d'un paysan, Pikaliov, qui avait créé un khoutor à proximité. La localité elle-même de Pikaliovo a été créée en 1932 à côté d'une cimenterie. Elle reçut le nom de la gare. Pikaliovo devint une commune urbaine en 1947 et reçut le statut de ville en 1954.

## Population
Recensements (*) ou estimations de la population
| 1959*  | 1970*  | 1979*  | 1989*  |
| ------ | ------ | ------ | ------ |
| 16 883 | 21 832 | 23 469 | 24 510 |

| 2002*  | 2010*  | 2012   | 2013   |
| ------ | ------ | ------ | ------ |
| 23 325 | 21 562 | 21 411 | 21 106 |

## Économie
L'économie de la ville repose sur plusieurs entreprises industrielles : une usine du groupe RusAl produisant du bicarbonate de sodium et du bicarbonate de potassium ; une cimenterie ; une usine de transformation du bois.

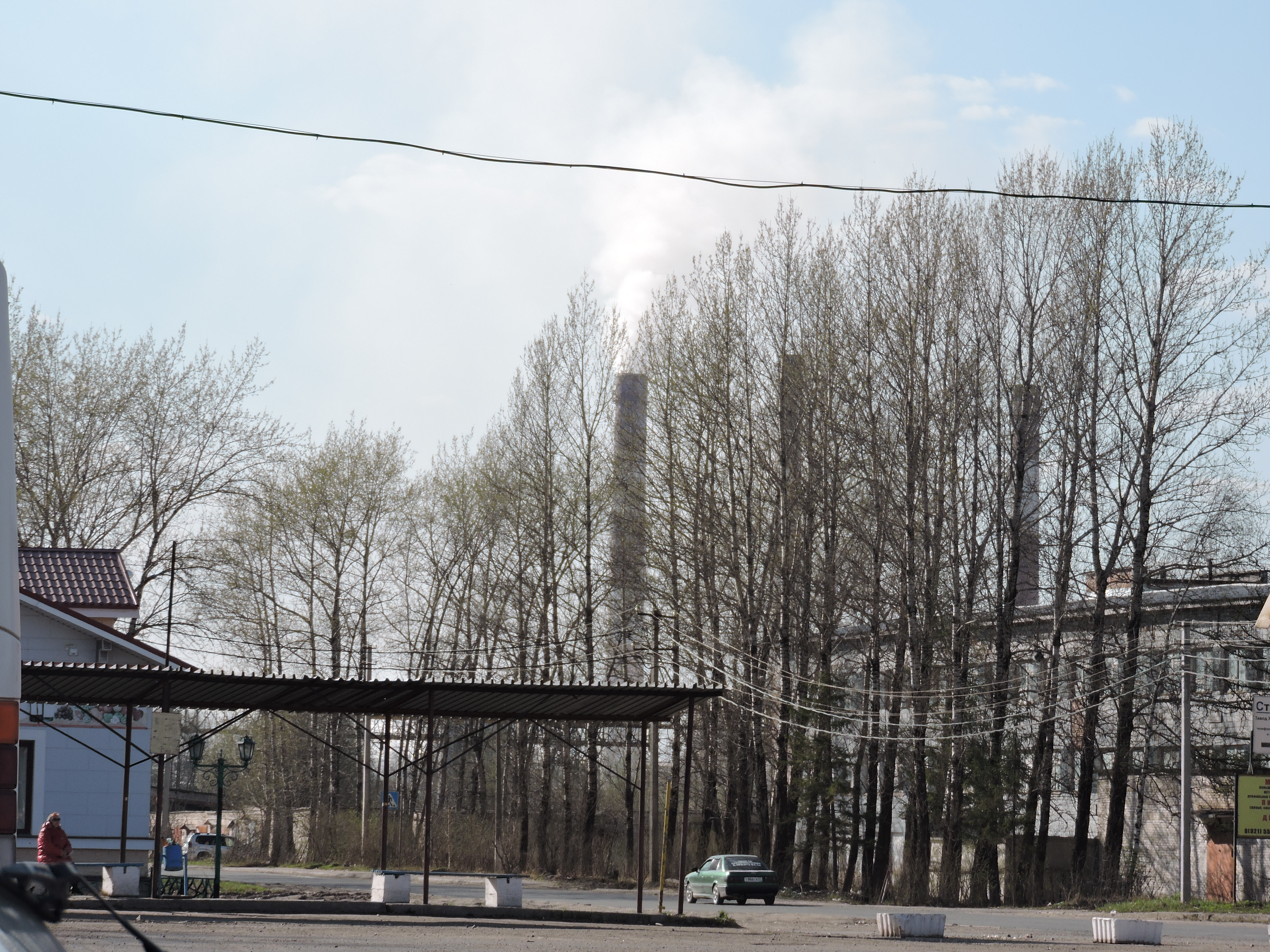
Arrêt d'autocars et usine à Pikaliovo.

## Transport
La route A-114 (Issad–Vologda) passe à 3 kilomètres au sud de Pikaliovo. Les routes H-9 (Pikaliovo–Zaretchié) et H-7 (Pikaliovo–Kolbeki) traversent la ville.
Pikaliovo est desservie par la ligne de chemin de fer Saint-Pétersbourg–Vologda.
Des services d'autobus urbains et interurbains existent à Pikaliovo.

## Sports
La piscine municipale Delfin (dauphin) a été le site de sept championnats de natation d'URSS et trois championnats de Russie. De nombreux records d'Europe et de Russie y ont été battus.
L'équipe de football de la ville, « Metallourg », joue dans le championnat de l'oblast de Léningrad.
Pikaliovo possède un complexe sportif, une piste de ski éclairée, une école de sports pour les enfants, des terrains de hockey sur glace, le stade Metallourg, etc.